# Jovan Deroko
Jovan Deroko ( em sérvio:  Јован Дероко  ; 7 de abril de 1912-6 de novembro de 1941) foi um comandante militar sérvio que ocupava o posto de capitão durante a Segunda Guerra Mundial. 
Deroko é notável por liderar operações conjuntas Chetnik-Partisans . Ele foi morto por partisans e sua morte marcou o início de uma guerra civil total na Iugoslávia. 

## Vida pregressa
Deroko nasceu na comuna francesa de Creusot em 7 de abril de 1912 como filho do coronel Vladislav Deroko e Natalija Deroko (née Đorđević). Sua mãe, Natalija, era filha do coronel do Corpo Médico e doutor Vladan Đorđević, que era presidente do Conselho do Ministério, ministro e embaixador do governo sérvio. O bisavô de Jovan Deroko era um veneziano chamado Marco de Rocco, que se mudou para Dubrovnik e se casou com uma mulher local. O sobrenome de Rocco foi posteriormente foneticizado para Deroko. O primeiro primo de Deroko foi o conhecido arquiteto sérvio Aleksandar Deroko . 

## Segunda Guerra Mundial
A divisão de Deroko estava estacionada na periferia de Zagreb, ao mesmo tempo em que oficiais croatas estavam saindo massivamente do lado iugoslavo. A Wehrmacht entrou em Zagreb sem batalha e Deroko se retirou para  Montenegro para escapar da prisão. Ele continuou em direção ao rio Bojana, como declarado pelo plano P-41 do general Dušan Simović. Após a capitulação do governo iugoslavo, Deroko e vários oficiais partiram para a Baía de Cattaro com o objetivo de ingressar no governo no exílio em Londres e oferecendo-lhes seus serviços como um oficial que deseja continuar a batalha. Junto com ele estava o coronel Zvonimir Vučković, que escapou para Montenegro após a capitulação. 
Enquanto estava na Baía de Cattaro, Deroko descobriu que Draža Mihailović estava escondido em algum lugar na parte ocidental da Sérvia e Deroko tentou entrar em contato com ele. Ele logo encontrou um contato com políticos de alto escalão que o informavam do paradeiro de Mihailović. Em meados de junho, Deroko chegou a Ravna Gora e rapidamente se tornou conhecido como um dos comandantes mais capazes e se tornou capitão mais jovem de todo o movimento Chetnik. Depois de organizar os primeiros batalhões Chetniks, Deroko recebeu a tarefa de organizar a área de Ljubić . 
Nas primeiras operações conjuntas Chetnik-Partisans na parte ocidental da Sérvia, Deroko participou da libertação de Čačak. O destacamento Jelica Partisan também participou da ação. Em Čačak, dois canhões alemães foram capturados. Os canhões foram imediatamente entregues a Deroko, que os usou em batalhas. Deroko tornou-se  comandante da primeira unidade de artilharia Chetnik no oeste da Sérvia. Ao libertar a cidade, Deroko foi nomeado representante temporário do comando Chetnik em Čačak, enquanto Ratko Mitrović foi nomeado representante partisan. Draža Mihailović deu a Deroko a responsabilidade de ser o principal executivo do Alto Comando e comando da unidade de artilharia que participou da Batalha de Kraljevo . 
A batalha de Kraljevo ocorreu nos primeiros dias de outubro e durou quase um mês. O comandante das forças Chetnik era o major Radoslav Đurić, enquanto Deroko ainda exercia a função de executivo-chefe e comandante da unidade de artilharia localizada no rio Ibar. Durante o cerco, Deroko conseguiu pegar um aeroporto alemão perto de Kraljevo e interromper a comunicação alemã de Kraljevo e Belgrado . O cerco fracassado de Kraljevo também marcou o início da guerra civil entre partisans e chetniks. Após o ataque  chetnik a Užice em 21 de novembro de 1941 (conhecido como Batalha de Trešnjica), Deroko ganhou novas funções. Após o início das primeiras batalhas sérias entre chetniks e partisans, Deroko representou a delegação chetnik nas conversas para interromper as batalhas. A primeira reunião foi realizada na vila de Drakčići, perto de Kraljevo. Na reunião, estavam presentes Deroko e o Major Đurić, do lado de chetnik, e Sredoje Urošević, do lado partisan. As negociações, no entanto, não tiveram nenhum resultado. Durante as conversações, Deroko ordenou que a delegação partisan fosse apreendida como retaliação ao ataque partisan à formação chetnik em Čačak. Após negociações cansativas, Deroko libertou as delegações partisans, mas os partisans já haviam cercado a vila. Isso levou a um confronto armado que durou até Deroko e seu grupo serem expulsos da vila. 

## Morte e legado
Deroko atacou então uma nova área de Ljubić com seus canhões, com o objetivo de bombardear Čačak, que foi detido por partisans. A patrulha partisan descobriu onde Deroko estava. Como medida preventiva, a unidade Jelica Partisan foi enviada para frustrar Deroko. A batalha começou nas noite de 6 de novembro de 1941 em Ljubić. Os partisans queriam destruir os dois canhões que Deroko estava usando. Deroko assumiu o controle da área nas colinas circundantes, ao lado de um pequeno lago do qual ele tinha uma boa visão da situação. Ao tentar parar a unidade partisan que avançava sobre a colina, Deroko foi morto ao lado de seus canhões quando atingido na cabeça. Depois disso, os guerrilheiros pegaram os dois canhões e os usaram em suas unidades. A segunda versão de sua morte afirma que Deroko foi levemente ferido e foi até o lago para cuidar de sua ferida, onde foi visto por um pelotão partisan que o executou. 
Segundo testemunhos de alguns dos chetniks, os partisans primeiro capturaram Deroko e depois o assassinaram. 
Quando foi morto, Deroko tinha apenas 29 anos. Além de se provar um comandante capaz, ele também era um escritor renomado. Desde que ele viveu na região de Toplica nos anos do início da famosa Revolta de Toplica, Deroko escreveu o livro Toplički ustanak enquanto ainda se preparava para entrar no exército. 
A música Nad Kraljevom živa vatra seva é sobre sua morte e a morte de seu colega soldado e amigo Simo Uzelac, que estava com ele na época. 